# Brask (ätt)
Brask är en svensk ätt med anor från medeltiden, troligen härstammande från Tyskland. I slutet av medeltiden var den vitt spridd i Östergötland. 
Borgmästaren i Linköping Per Brask (död 1488), var far till biskopen Hans Brask. Från Hans Brasks bror, rådmannen i Linköping Peder Pedersson Brask, härstammar Samuel Petri Brask, som var far till Petrus Brask. Från en syster till Hans Brask härstammar Stockholmsborgmästaren Nils Hansson Brask. Släkten fortlever i Sverige (Stockholm) i en gren som leder sitt ursprung från ovannämnde syster till Hans Brask.

## Släktträd
- Nichles Brask, borgare i Linköping.
  - Peter Brask (död 1488), borgmästare i Linköping.
    - Peder Brask, rådman i Linköping.
      - Peder Brask, ärkedjäkne i Linköping.
      - Laurentius Brask (1500–1560), kyrkoherde i Veta församling.
        - Laurentius Brask (1554–1602), kyrkoherde i Västerviks församling.
          - Elisabet Brask som var guft med kyrkoherden Petrus Johannis i Västra Ny församling.
            - Samuel Brask (1613–1668), kyrkoherde i Klara församling.
              - Petrus Brask

          - Ericus Brask (1592–1672), kyrkoherde i Östra Tollstads församling.
          - Johannes Brask (1588–1656), kyrkoherde i Veta församling.
            - Laurentius Prytz (1623–1692), kyrkoherde i Pedersöre församling.

    - Anna Brask, som var gift med borgmästaren Lars Birgersson i Linköping.
      - Ingeborg Larsdotter som var gift med borgaren Hans Pedersson i Linköping.
        - Nils Brask (1520–1590), borgmästare i Stockholm.
        - Lars Hansson.
          - Peter Brask (1558–1605), kunglig sekreterare.

    - Hans Brask, biskop i Linköpings stift.

## Kända personer ur ätten Brask
- Johan Brask, militär under stora nordiska kriget